# Бунечко, Виталий Иванович
Вита́лий Ива́нович Буне́чко (укр. Віталій Іванович Бунечко; род. 6 августа 1973, Сарны, Ровенская область) — председатель Житомирской областной государственной администрации с 8 августа 2019 года.

## Биография

### Образование
В 1995 году окончил Волынский университет им. Леси Украинки (учитель истории и права). В 1997 году окончил Академию Службы безопасности Украины (юрист). Кандидат юридических наук.

### Трудовая деятельность
Бунечко работал на должности первого заместителя начальника Главного управления — начальника управления (с дислокацией в Мариуполе Донецкой области) Главного управления регионального органа СБУ.

## Награды
- Орден Богдана Хмельницкого III степени (24 марта 2022 года) — за весомый личный вклад в защиту государственного суверенитета и территориальной целостности Украины, мужество и самоотверженные действия, проявленные при организации обороны населенных пунктов от российских захватчиков[5].